# Shinobi (videogioco)
Shinobi (忍 -SHINOBI-?) è un videogioco a piattaforme pubblicato nel 1987 dalla SEGA. Originariamente distribuito come videogioco arcade, fu in seguito convertito per numerose piattaforme, tra cui molti home computer (in Europa edito da Virgin Games) e le console Sega Master System e NES. Successivamente la SEGA ha prodotto oltre 10 titoli della serie Shinobi durante più di vent'anni.
Il nome shinobi deriva da uno dei termini con cui venivano indicati i ninja durante il periodo feudale giapponese. Il protagonista del gioco è infatti un ninja armato di spada e shuriken, ma l'ambientazione è nel mondo moderno.

## Trama
Shinobi è la storia dell'agente ninja Joe Musashi (ジョー・ムサシ?, Jō Musashi) che deve combattere da solo allo scopo di liberare i figlioletti dei membri del clan di Oboro, rapiti da "Zeed", un'organizzazione criminale di terroristi, il cui capo è il misterioso Ninja Mascherato, che vuole riportare in vigore le istituzioni del Giappone feudale.

## Modalità di gioco
Shinobi si presenta come un platform a scorrimento prevalentemente orizzontale verso destra, con componenti di sparatutto e picchiaduro bidimensionale. Il ninja può attaccare, saltare e utilizzare la "magia ninja", tramite tre rispettivi pulsanti nella versione arcade. Quando si attacca, se si è distanti dal nemico si lancia uno shuriken, con munizioni e gittata illimitate, altrimenti si affronta il nemico con pugni, calci o colpi di spada. La magia, con tre diversi effetti scenici, ha l'effetto di una smart bomb, ovvero uccide tutti i nemici comuni presenti sullo schermo e indebolisce i boss, ma si può utilizzare solamente una volta per scenario. Spesso il gioco si sviluppa su due o anche più piani, ed è possibile passare da uno all'altro effettuando un apposito salto verticale più ampio. C'è inoltre la possibilità di accovacciarsi a terra.
Il giocatore ha inizialmente a disposizione tre vite, e se si viene colpiti se ne perde direttamente una; se ci si scontra con un nemico senza che nessuno dei due provi il colpo si viene respinti senza perdere la vita. I livelli sono 5, a loro volta divisi in scenari; in ogni scenario, tranne l'ultimo del livello, lo scopo è quello di salvare tutti i ragazzini rapiti che si incontrano legati lungo il percorso e infine raggiungere l'uscita prima che scada il tempo, pena la perdita di una vita. Alcuni ostaggi rilasciano un potenziamento dopo essere stati liberati, ovvero un piccolo bazooka da utilizzare al posto degli shuriken. Nell'ultimo scenario di ogni livello non ci sono ragazzini, ma si affronta un boss che è vulnerabile in un solo punto (a eccezione del boss finale che però pone altre difficoltà). In diversi scenari ci sono buche e precipizi, finendo nei quali si va incontro a morte istantanea.
Al termine di ognuno dei primi quattro livelli c'è una prova bonus dove, con una visuale in prima persona e la possibilità di variare la mira solo a destra e sinistra, lanciando shuriken si devono eliminare tutti i ninja che vagano nello scenario prima che uno di questi raggiunga il giocatore; se si riesce nell'intento di eliminare tutti i ninja si ottiene una vita in più. È possibile guadagnare una vita anche ogni 100.000 punti ottenuti. 
Nel quinto e ultimo livello (arcade) non è possibile continuare con un nuovo credito se si perdono tutte le vite.

### Differenze nelle conversioni
Nei porting per Sega Master System e NES il giocatore non perde una vita appena viene colpito, ma ha una barra di energia. Inoltre su Master System ci sono in più 3 armi ad ampio raggio (coltello da lancio, granata a mano e pistola), 2 armi a corto raggio (nunchaku e manriki-gusari) e 8 differenti magie ninja. Su NES le armi aggiuntive sono presenti solo in parte.
Nella versione PC Engine, nonostante la qualità sia uguale a quella arcade, non sono presenti né il livello 2 né i livelli bonus in prima persona.

## Livelli
Le descrizioni si riferiscono alla versione arcade; di solito comunque le conversioni sono abbastanza fedeli. 
1. In un contesto urbano, Musashi se la deve vedere con i nemici base del gioco, ovvero punk che colpiscono con calci, uomini armati di pistola o di coltello, energumeni che si difendono con scudi e lanciano sciabole; nel secondo dei tre scenari sono presenti anche terroristi che balzano addosso al protagonista dalle pareti su cui sono arrampicati. Il boss è Ken Oh, un guerriero gigantesco col volto coperto da un elmo da samurai, in grado di lanciare fiamme che si muovono lentamente per lo schermo in modo abbastanza casuale ma che si dissolvono dopo pochi istanti; il punto debole di Ken Oh sono gli occhi, non protetti dall'elmo.
2. Qui ci troviamo di notte in un porto; il secondo dei quattro scenari di questo livello si svolge all'interno di una nave attraccata, dove per la prima volta si affrontano anche ninja armati con doppia katana; i nemici del penultimo scenario sono invece per la massima parte sommozzatori armati di sciabola. Il boss, Black Turtle, è un elicottero armato di lanciarazzi: dal mezzo esce anche un numero infinito di ninja nemici; il punto debole è il motore, posto sotto la carlinga.
3. Livello ambientato in montagna e all'interno di una base tecnologicamente attrezzata, tra le novità presenta nemici che attaccano con bazooka o con lanciagranate. Il boss, chiamato Mandara, consiste in differenti automi nemici che si trovano in una stanza della base: inizialmente il protagonista deve fronteggiare una serie di robot simili al dio Shiva che tentano di sospingerlo verso una barriera laser (letale al solo tocco), dopodiché egli affronta un volto meccanico che scorre sulla parete destra muovendosi verso l'alto e verso il basso e sparando dalla bocca piccoli proiettili di fuoco; il punto debole del volto è una semisfera presente sulla fronte.
4. Livello ambientato nelle tipiche case giapponesi, qui c'è presenza di zombi nello scenario iniziale. Appaiono anche altri due nuovi tipi di nemici, i goblin e gli uccelli ninja: caratteristica comune a entrambi è quella di non uccidere direttamente il protagonista, ma di sospingerlo verso i burroni o gli altri nemici. Il boss, Lobster, è un samurai completamente difeso da una spessa armatura e armato di katana; colpisce sempre con un movimento della spada dall'alto verso il basso e solo se è nelle vicinanze del giocatore; il punto debole del boss è la testa, la quale è spesso protetta dalla spada.
5. Tra le foreste di canneti e il covo del capo di Zeed, si rivedono molti nemici incontrati nei precedenti livelli, più un tipo nuovo, quello dei monaci guerrieri armati di Bo, veloci e resistenti. Il boss conclusivo è il famigerato Nakahara (soprannominato Ninja Mascherato), in grado di utilizzare le varie magie ninja. È vulnerabile solamente quando non utilizza le magie.

## Colonna sonora
Le musiche nella versione arcade si devono a Yasuhiro Kawakami. Nelle conversioni per computer il compositore è di solito Tony Williams.

## Serie
Il successo del gioco del 1987 ha portato la SEGA a produrre diversi sequel:
- Shadow Dancer (1989, arcade e varie conversioni) - Aggiunge la possibilità di attaccare i nemici con Yamato il cane bianco
- The Revenge of Shinobi o The Super Shinobi (1989, Mega Drive)
- Shadow Dancer: The Secret of Shinobi (1990, Mega Drive)
- The Cyber Shinobi (1990, Master System)
- Shinobi (1991, Game Gear) - Versione molto differente dall'originale del 1987
- Shinobi 2: The Silent Fury (1992, Game Gear)
- Shinobi III: Return of the Ninja Master o The Super Shinobi II (1993, Mega Drive)
- Shinobi X o Shinobi Legions o Shin Shinobi Den (1995, Sega Saturn)
- Shinobi (2002, PlayStation 2) - Prima versione 3D
- The Revenge of Shinobi (2002, Game Boy Advance) THQ, 3d6 Games
- Nightshade (2004, PlayStation 2)
- Shinobi (2011, Nintendo 3DS)
- Shinobi: Art of Vengeance (29 agosto 2025) Lizarcube[2]

Una versione ufficiale di Shinobi venne prodotta anche come gioco elettronico portatile LCD dalla Tiger Electronics.
Alex Kidd in Shinobi World della stessa SEGA è una sorta di parodia di Shinobi e ne riutilizza in parte la musica remixata.
Surprise Attack della Konami viene a volte descritto come un'imitazione di Shinobi, ma d'altra parte anche Shinobi può essere a sua volta considerato ispirato a Rolling Thunder.

## Altri media
Da Shinobi vennero tratti alcuni fumetti ufficiali all'interno di Sonic the Comic, di cui almeno una storia ripubblicata anche in italiano nel 1993.
Shinobi insieme a Dragon Ninja ispirò il titolo del singolo dei Lostprophets Shinobi vs. Dragon Ninja (2001), ma il testo della canzone non riguarda i due giochi.